# Sestav treh kock
Sestav treh kock je v geometriji 
simetrična razporeditev treh kock, ki se obravnavajo kot kvadratne prizme. Lahko ga dobimo z   nanizanjem treh enakih kock, ki jih potem zavrtimo za 45º okoli ločenih osi. Te osi potekajo skozi središči dveh nasprotnih si stranskih ploskev. Je tudi stelacija rombikubooktaedra.
Dualno telo je sestav treh oktaedrov.
Sklic v preglednici na desni se nanaša na seznam sestavov uniformnih poliedrov.

## Kartezične koordinate
Kartezične koodinate oglišč tega telesa so vse permutacije vrednosti:
(±√2, 0, ±1)

## Vir
- Skilling, John (1976), »Uniform Compounds of Uniform Polyhedra«, Mathematical Proceedings of the Cambridge Philosophical Society, 79: 447–457, doi:10.1017/S0305004100052440, MR 0397554.